# Ileana de Roumanie
Titre
Épouse du prétendant au trône d’Espagne
24 décembre 1953 – 29 mai 1954
(5 mois et 5 jours)
Ileana de Roumanie, née le 5 janvier 1909 à Bucarest (Roumanie) et morte le 21 janvier 1991 à Youngstown dans l'Ohio (États-Unis), est la plus jeune fille du roi Ferdinand Ier de Roumanie et de Marie de Saxe-Cobourg-Gotha.

## Biographie

### Jeunesse

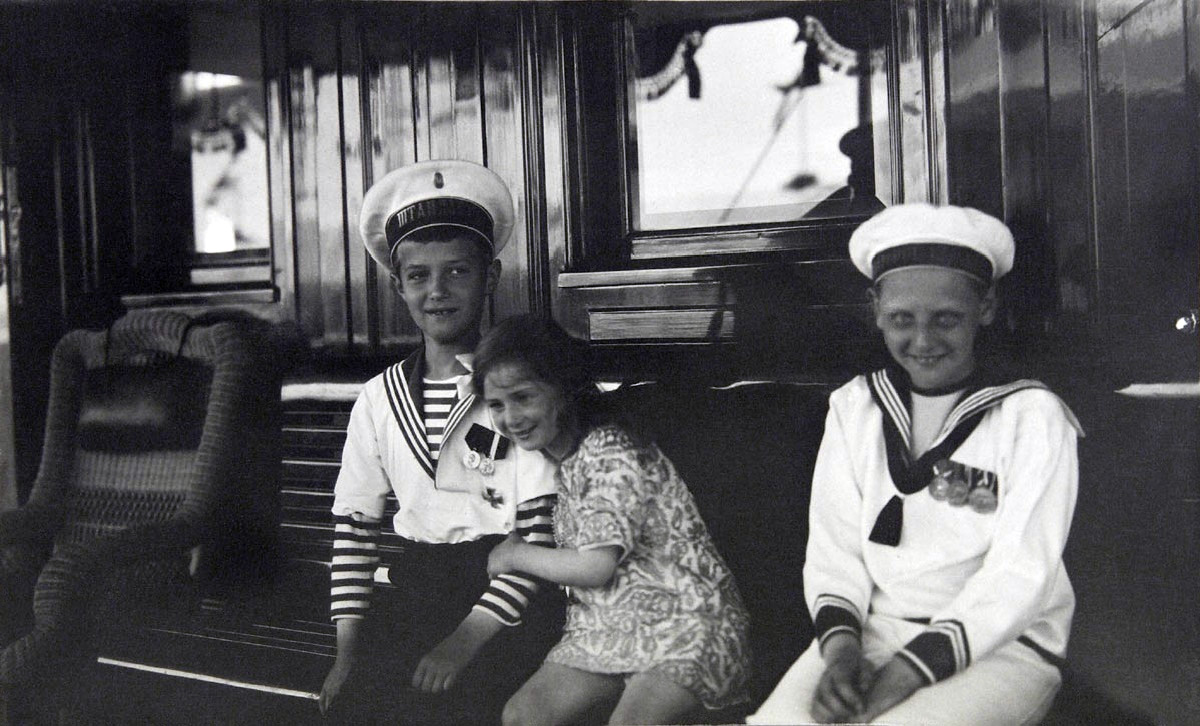
Ileana de Roumanie avec son cousin au second degré, le tsarévitch Alexis Nikolaïevitch de Russie (à gauche) et son frère Nicolas de Roumanie (à droite) à bord du Standart en 1914.

Ileana, née à Bucarest le 5 janvier 1909, est la fille cadette de la reine Marie de Saxe-Cobourg-Gotha et du roi Ferdinand Ier de Roumanie. Ileana a quatre frères et sœurs aînés : le roi Carol II de Roumanie, Elisabeth, reine des Hellènes, Marie, reine de Yougoslavie, et le prince Nicolas de Roumanie, elle a aussi un frère cadet, le prince Mircea.

Sa mère la décrit ainsi dans ses mémoires : 
Ileana, dès sa plus tendre enfance, avait un sérieux que les quatre autres ne possédaient pas. Ses grands yeux bleu foncé vous regardaient avec une profonde curiosité et l'enfant semblait comprendre chacune de vos émotions avec une lucidité presque étrange. Elle était naturellement  bien élevée ; Ileana, comme c'est si rarement le cas, est née avec la loi en elle, il n'a jamais été nécessaire de lui enseigner la différence entre le bien et le mal ; Ileana le savait. Mais cela ne faisait pas d'elle une moralisatrice, c'était une enfant gaie, heureuse, pleine de vie et de bonne humeur, et lorsque Mircea apparut au début de l'année 1913, Ileana l'aimait avec une ardeur maternelle et Mircea adorait Ileana plus que quiconque. Plus que sa mère, plus que sa nourrice .
Avant son mariage, Ileana est l'organisatrice et la cheffe du mouvement des guides roumaines. Plus tard, la princesse s'implique dans le guidisme en Autriche et est présidente des Guides autrichiennes de 1935 jusqu’à l’interdiction du guidisme et du scoutisme féminin en 1938 après l’Anschluss ,. Ileana est aussi l'organisatrice des réserves des guides de la Croix Rouge et de la première école de travail social en Roumanie.
Elle est également une passionnée de voile : elle obtient son brevet de navigatrice, et elle possède et navigue sur le "Isprava" pendant de nombreuses années.

### Mariage

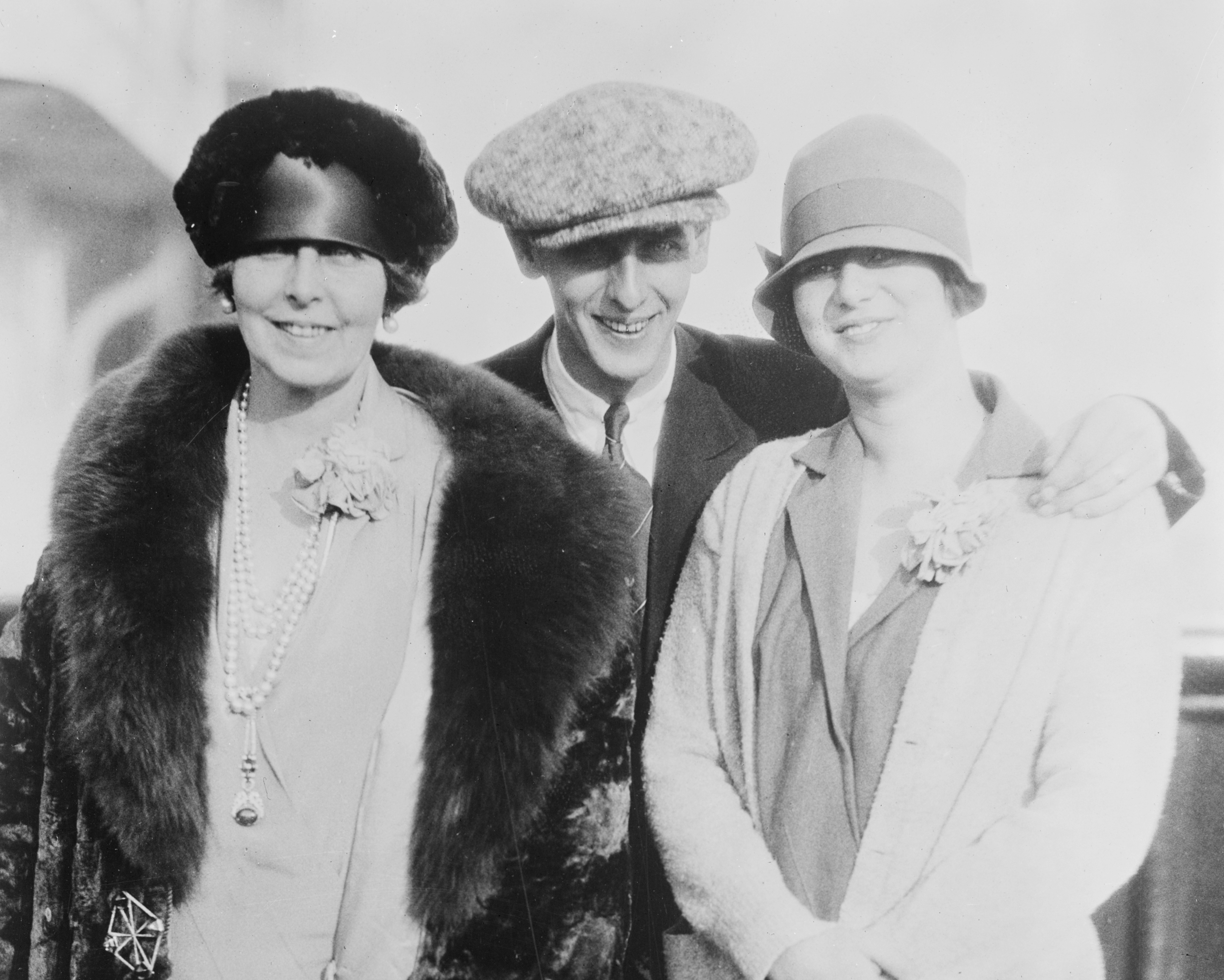
Ileana (à droite) avec sa mère et son frère le prince Nicolas à bord du le 27 octobre 1926.

En 1919, Ileana et ses sœurs accompagnent leur mère à Paris lors de la Conférence de la paix. La reine Marie espère que pendant son séjour, elle pourrait trouver des maris convenables pour ses deux filles aînées, en particulier Elisabeth, déjà âgée de vingt-cinq ans. Après quelques mois en France, la reine et ses filles décident de rentrer en Roumanie. Sur le chemin du retour, elles font une brève escale en Suisse, où elles retrouvent la famille royale grecque, en exil depuis la déposition de Constantin Ier. Le fils aîné du roi, George II de Grèce, y demande Elisabeth en mariage. La visite suisse aboutit également aux fiançailles du frère aîné d'Ileana, Carol, avec Hélène de Grèce. Les deux couples se marient un an plus tard. En 1922, la reine organise avec succès le mariage de Marie avec le futur roi de Yougoslavie.
À partir de ce moment-là, Marie se concentre sur la recherche d'un partenaire convenable pour Ileana, sa dernière fille célibataire. Des fiançailles avec le prince héritier d'Italie sont signalées, mais démenties par Marie, et les rumeurs d'un mariage avec le tsar de Bulgarie sont aussi niées par la cour. En 1930, Ileana est brièvement fiancée au comte Alexandre de Hochberg. La reine Marie est favorable à ce mariage, étant satisfaite du sang anglais et de la richesse de la famille d'Alexandre. Les fiançailles sont cependant rompues lorsque l'homosexualité d'Alexandre est révélée .
Ileana de Roumanie épouse le 26 septembre 1931 au château de Peles Antoine de Habsbourg-Toscane . Six enfants sont nés de cette union :
- Stéphane de Habsbourg-Toscane (1932-1998), qui épouse, en 1954, Mary Jerrine Soper (1931-2015) ;
- Marie-Ileana de Habsbourg-Toscane (1933-1959), qui épouse, en 1957, le comte Jaroslaw de Kotulin et Dobrzenicz (1917-1959). Ils trouvent la mort dans un accident d'avion ;
- Alexandra de Habsbourg-Toscane (1935), qui épouse, en 1962, le duc Eugène Eberhard de Wurtemberg (1930-2022)[6] dont elle divorce en 1972. En 1973, elle épouse Victor von Baillou (1931) ;
- Dominique de Habsbourg-Toscane (1937), qui épouse, en 1960, Engel von Voss (1937) ;
- Marie-Madeleine (1939-2021)[7], qui épouse en 1959 Hans Freiherr de Holzhausen (1929-2024) ;
- Élisabeth de Habsbourg-Toscane (1942-2019), qui épouse, en 1964, Dr. Friedrich Josef Sandhofer (1934).

Ce mariage est encouragé par le frère d'Ileana, le roi Carol II, qui est jaloux de sa popularité en Roumanie et veut la faire quitter le pays . Après le mariage, Carol affirme que le peuple roumain ne tolérerait jamais qu'un Habsbourg vive sur son sol et, pour cette raison, refuse à Ileana et Anton la permission de vivre en Roumanie .
Après que son mari soit enrôlé dans la Luftwaffe, Ileana crée un hôpital pour les soldats roumains blessés au château de Sonnburg, près de Vienne. En 1944, elle et ses enfants retournent en Roumanie, où ils vivent au château de Bran . L'archiduc Anton les rejoint mais est assigné à résidence par l'Armée rouge. Ileana crée et travaille dans un autre hôpital du village de Bran, qu'elle nomme « l'hôpital du cœur de la reine » en mémoire de sa mère bien-aimée.

### Exil
Après l'abdication de Michel Ier de Roumanie, Ileana et sa famille sont exilées de la Roumanie nouvellement communiste. La famille s'enfuit en train vers le secteur russe de Vienne pour s'installer en Suisse puis en Argentine. En 1950, Ileana et ses enfants déménagent aux États-Unis, où elle achète une maison à Newton, dans le Massachusetts.
Les années 1950 à 1961 sont consacrées à donner des conférences contre le communisme, à travailler avec l'Église orthodoxe roumaine aux États-Unis et à écrire deux livres : I Live Again, des mémoires de ses dernières années en Roumanie , et Hospital of the Queen's Heart, décrivant la création et le fonctionnement de l'hôpital.
Ileana de Roumanie et Antoine de Habsbourg-Toscane divorcent le 29 mai 1954. Elle se remarie le 19 juin 1954 à Newton, Massachusetts, au Dr Nicolas Issaresco, dont elle divorce également en 1965.
En 1961, Ileana entre au monastère orthodoxe Notre-Dame-de-Toute-Protection de Bussy-en-Othe. Lors de la prononciation de ses vœux en 1967, Ileana y reçoit le nom de Mère Alexandra. Elle retourne aux États-Unis et fonde le monastère orthodoxe de la Transfiguration à Ellwood City, en Pennsylvanie, le premier monastère orthodoxe de langue anglaise en Amérique du Nord . Elle est la troisième descendante de la reine Victoria à devenir mère supérieure d'un couvent de sa propre fondation après Elisabeth de Hesse-Darmstadt et Alice de Battenberg. Elle est abbesse jusqu'à sa retraite en 1981, restant au monastère jusqu'à sa mort.
Elle se rend de nouveau en Roumanie en 1990, en compagnie de sa fille Alexandra. En janvier 1991, elle se fracture la hanche lors d'une chute la veille de son quatre-vingt-deuxième anniversaire et, pendant son séjour à l'hôpital, elle subit deux crises cardiaques majeures. Elle meurt quatre jours après la pose des fondations de l'agrandissement du monastère.

### Autobiographie
- (en) Ileana, Princess of Romania, Archduchess of Austria, I Live Again, Princess Of Romania, Archduchess Of Austria, Rinehart & Company Incorporated, 1952 (ouvrage en ligne)

### Biographies
- Jean-Paul Besse, Ileana, l'archiduchesse voilée, Via Romana, Versailles, 2010  (ISBN 978-2-916727-74-5)
- (en) Bev Cooke, Royal Monastic: Princess Ileana of Romania - the Story of Mother Alexandra, Conciliar Press, 2008  (ISBN 1888212322)